# Bahnhof Goslar
Der Bahnhof Goslar ist ein Personenbahnhof im Landkreis Goslar und der größte in der Kreisstadt Goslar. In ihm treffen sich die Bahnstrecken Vienenburg–Oker–Goslar, Hildesheim–Goslar und Seesen–Langelsheim–Goslar.

## Aufbau

### Einrichtungen für den Personenverkehr
Der Bahnhof besitzt fünf Bahnsteiggleise, die an einem Hausbahnsteig und zwei Mittelbahnsteigen liegen. Im Empfangsgebäude befinden sich ein Reisezentrum der Deutschen Bahn und verschiedene Ladenlokale. Auf dem Hausbahnsteig heißt ein Schild in Frakturschrift die Besucher der Kaiserstadt willkommen.

### Stellwerke
Der Bahnhof Goslar wird durch das ESTW Goslar gesteuert, das aus Göttingen ferngesteuert wird.
Bis zum 13. Oktober 2023 waren noch die beiden mechanischen Stellwerke Gwf und Go der Bauart Jüdel in Betrieb, welche im Jahr 1905 eröffnet worden waren. Beide Stellwerke stehen unter Denkmalschutz. Das Rangierstellwerk Gr gleicher Bauart und Inbetriebnahme ist bereits 1972 stillgelegt und rund dreißig Jahre später abgerissen worden.
Ferner befand sich im Bw Goslar das Stellwerk Gl der Bauform Zimmermann & Buchloh. Es wurde 1943 in Betrieb genommen, zwischen 1975 und 1978 stillgelegt und ist heute ebenfalls abgerissen.

## Geschichte

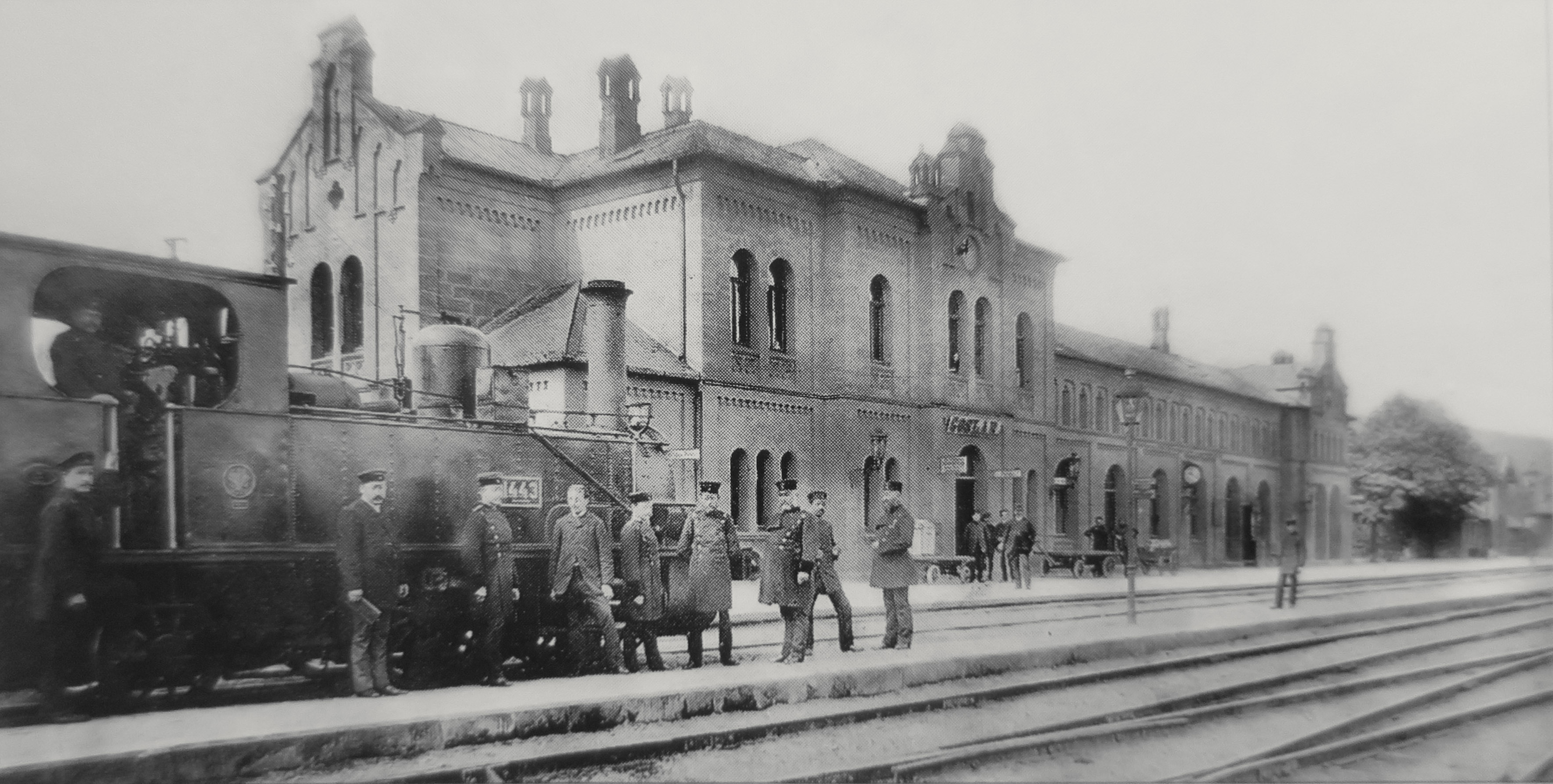
Empfangsgebäude noch ohne Bahnsteigüberdachung, vor 1900

Der Bahnhof wurde als Endpunkt der im Jahre 1866 eröffneten Strecke von Vienenburg gebaut. Nach der Inbetriebnahme der Bahnstrecken nach Langelsheim und Grauhof im Jahr 1883 wuchs die Bedeutung des Bahnhofs. 1893 entstanden eine erste „Lokstation“ und ein Ausbesserungswerk. Zur Sicherung von Zugfahrten gingen 1905 zwei mechanische Stellwerke in Betrieb, das Wärterstellwerk Go (Goslar Ost) und das Befehlsstellwerk Gwf (Goslar West Fahrdienstleiter). Mit dem Stellwerk Gr bestand ferner ein Rangierstellwerk, dieses wurde 1972 aufgelöst und 2001 abgerissen.
Ab 1912 kam mit der in Oker von der Strecke nach Vienenburg abzweigenden Bahnstrecke Bad Harzburg–Oker eine vierte Verbindung hinzu. Hierdurch entstand neben der Strecke über Vienenburg eine weitere Verbindung nach Halberstadt über Bad Harzburg und Wernigerode. Einhergehend mit dem Bau dieser Strecke wurden die Behandlungsanlagen verlegt und ausgebaut. Aus ihnen ging das spätere Bahnbetriebswerk (Bw) Goslar hervor.
Nach dem Zweiten Weltkrieg wurden die Verbindungen in die Sowjetische Besatzungszone unterbrochen, womit ein Teil des Durchgangsverkehrs in Goslar entfiel.
Anfang der 1970er Jahre hielt der Traktionswandel im Vorharz Einzug. Das Bw wurde 1972 aufgegeben, 1976 endete der Plandienst von Dampflokomotiven im Streckennetz der Bundesbahndirektion Hannover. Bis 1984 nutzte die Deutsche Bundesbahn das Gelände des Bw noch zum Abstellen von Bahnbussen. Die Anlage wurde 2010 abgerissen.
Im Rahmen der Expo 2000 wurden großflächig nicht mehr genutzte Bahnanlagen westlich des Empfangsgebäudes abgerissen und für den Neubau des ZOB Goslar genutzt, eröffnet im Oktober 2000.
2002 endete die Bedienung durch Interregios (einzelne Fahrten der Linie 17).

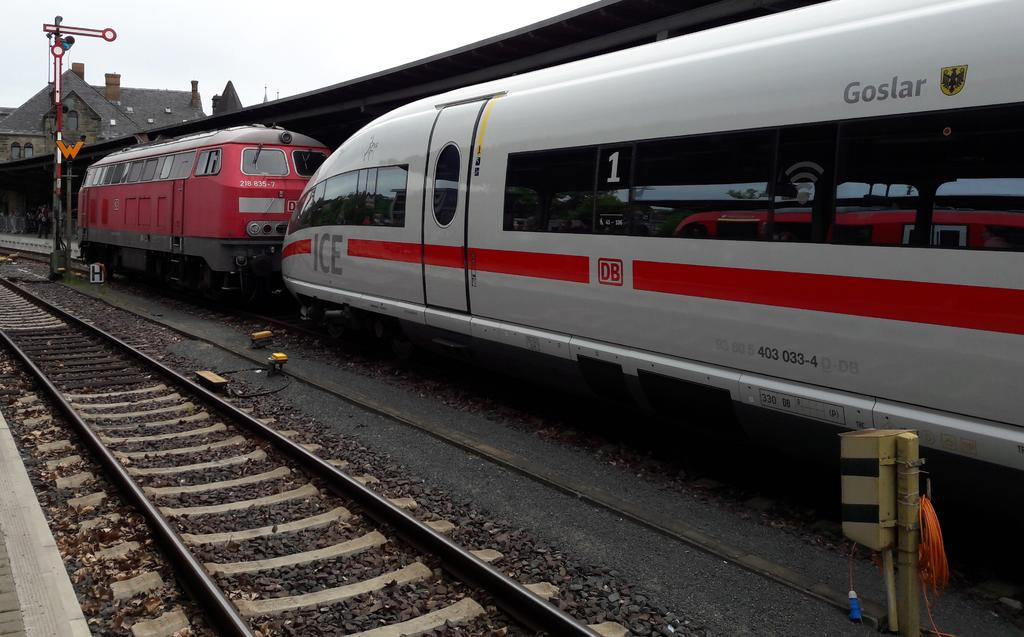
Taufe des ICE-Triebzugs 333 auf den Namen „Goslar“ (2017)

Der ICE-Triebzug 333 wurde am 9. Juni 2017 am Hausbahnsteig 1 von Anke Gabriel (Ehefrau von Sigmar Gabriel) im Bahnhof auf den Namen „Goslar“ getauft. Bundesweite Aufmerksamkeit erhielt das Ereignis aufgrund fehlender Elektrifizierung sämtlicher Bahnstrecken, die in den Bahnhof münden, denn das Fahrzeug musste dafür mit einer Diesellokomotive (BR 218) in den Bahnhof gezogen werden.
Am 4. Oktober 2021 begann der Neubau des südlichen Goslarer Bahnhofsvorplatzes. Mit der offiziellen Eröffnung am 30. August 2022 endeten die Bauarbeiten mit Kosten in Höhe von rund 1,9 Millionen Euro.
Zum 21. Oktober 2023 ging das ESTW Goslar in Betrieb, das aus Göttingen ferngesteuert wird. Im Vorfeld der Inbetriebnahme wurde die Leit- und Sicherungstechnik entsprechend angepasst, also unter anderem die Form- durch Ks-Lichtsignale ersetzt. Die mechanischen Stellwerke Go und Gwf waren bereits zum 13. Oktober stillgelegt worden. Des Weiteren wurden die Strecken nach Oker und nach Neuekrug-Hahausen auf Gleiswechselbetrieb umgerüstet.

## Empfangsgebäude

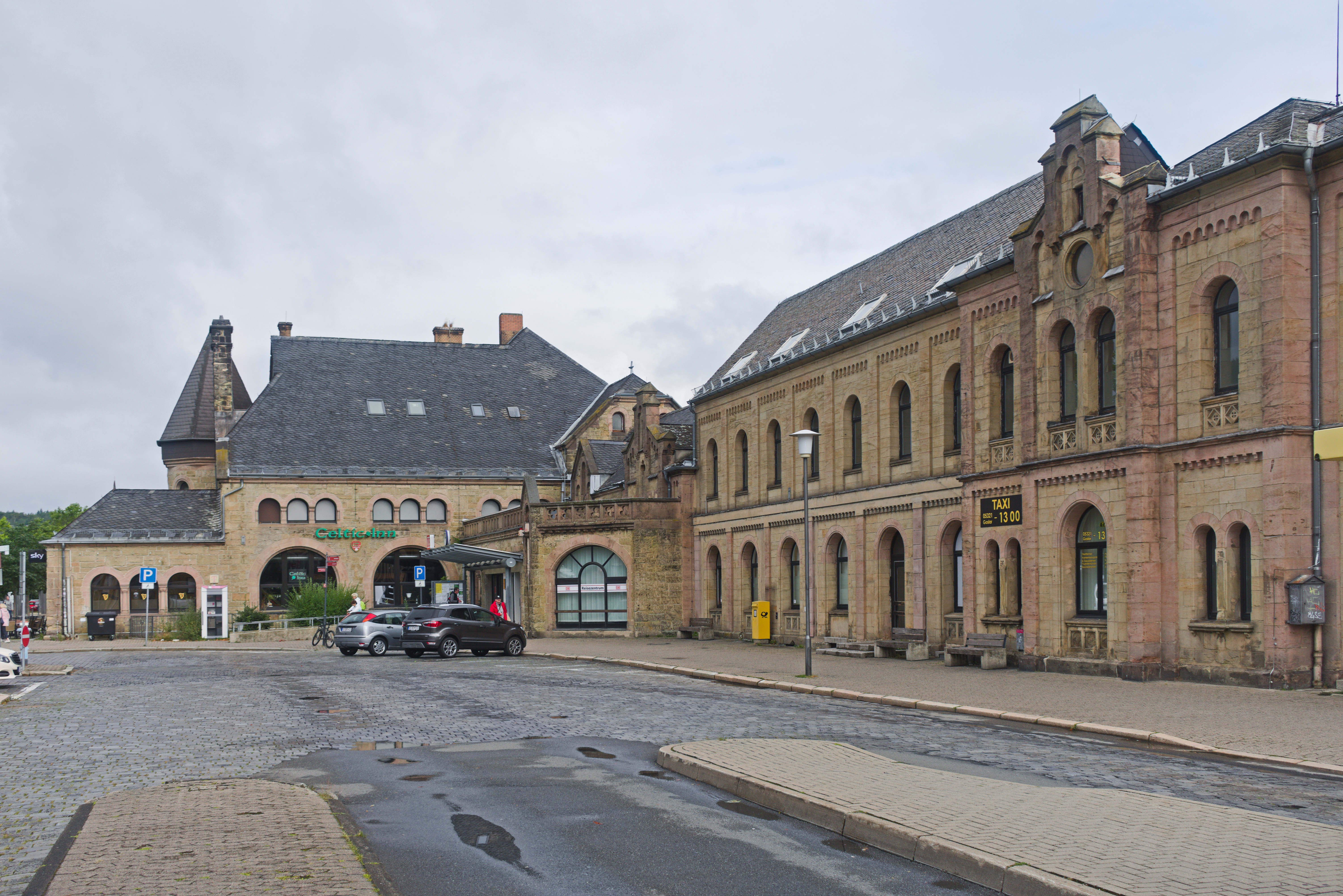
Straßenseite des Empfangsgebäudes: Links der Anbau um 1900, in der Mitte der älteste Teil, um 1866, mit Aufstockung von 1950, rechts der erste Anbau, noch aus dem 19. Jahrhundert, Foto: 2021

Das Empfangsgebäude entstand von Anfang an in neuromanischem Stil, angepasst an die romanischen Kirchen der Stadt und die Kaiserpfalz Goslar, deren Wiederaufbau von 1868 bis 1879 etwa in die gleiche Zeit fiel, wie der Beginn des Eisenbahnverkehrs in Goslar. Dieses erste Gebäude wurde – obwohl die Strecke von Vienenburg hier zunächst endete – in Seitenlage errichtet, da von Anfang an der Weiterbau der Strecke nach Westen angedacht war. So ist auch dieses erste Empfangsgebäude zum größten Teil noch in dem heute stehenden Gebäude erhalten. Allerdings wurde das Wachstum des Eisenbahnverkehrs in Goslar – wie in vielen anderen Städten – wiederholt unterschätzt, so dass nacheinander zahlreiche Erweiterungen am Empfangsgebäude stattfanden – mindesten sieben Bauphasen können unterschieden werden – und das Gebäude in den ersten hundert Jahren seines Bestehens sehr oft eine Baustelle war. Besonders bemerkenswert ist, dass dabei durchgängig das neuromanische Erscheinungsbild gewahrt wurde: Noch in den 1950er Jahren wurde eine Aufstockung entsprechend ausgeführt.
Das Empfangsgebäude ist ein Kulturdenkmal aufgrund des Niedersächsischen Denkmalschutzgesetzes.

## Verkehrsanbindung
Neben den Nahverkehrszügen war Goslar auch über lange Zeit Halt von Schnellzügen. Bis zum Ende des Zweiten Weltkriegs bestanden Direktverbindungen unter anderem nach Berlin, Dresden, Leipzig, Köln, Hannover, Bremen oder Aachen. Goslar war zudem der westliche Endpunkt der Personenzüge von Halberstadt über Wernigerode und Bad Harzburg. Nach 1945 entfielen die Direktverbindungen in die Sowjetische Besatzungszone, die Züge fuhren nur noch bis Bad Harzburg oder in Richtung Braunschweig. Von 1984 bis 1995 gab es in Goslar jeweils am Freitag bzw. Sonntag eine IC-Verbindung nach bzw. von Köln oder Düsseldorf. Diese Zugverbindung war als Bundeswehr-InterCity besonders für die Bundeswehrsoldaten des Goslarer Fliegerhorstes vorgesehen. Seit 1996 besteht mit dem Nordharzlückenschluss wieder eine direkte Verbindung nach Wernigerode, Halberstadt und Halle (Saale).
Am Bahnhof Goslar hielten im Fahrplanjahr 2025 Züge der DB Regio, von erixx und Regionalverkehre Start Deutschland. Eingesetzt wurden seit dem Fahrplanwechsel am 13. Dezember 2015 nur noch Dieseltriebwagen der Baureihen 622, 640 und 648. Von Freitag bis Sonntag besteht seit dem Fahrplanwechsel am 14. Dezember 2014 mit dem Harz-Berlin-Express eine umsteigefreie Verbindung in Richtung Potsdam und Berlin.
| Linie                    | Linienverlauf                                                                                     | Takt (min)    | EVU           |
| ------------------------ | ------------------------------------------------------------------------------------------------- | ------------- | ------------- |
| HBX                      | Goslar – Wernigerode – Halberstadt – Magdeburg – Brandenburg – Potsdam – Berlin Ostbahnhof        | einzelner Zug | start         |
| RE 4                     | Goslar – Vienenburg – Ilsenburg – Wernigerode – Halberstadt – Aschersleben – Sandersleben – Halle | 120           | start         |
| RE 10                    | Bad Harzburg – Goslar – Salzgitter-Ringelheim – Hildesheim – Sarstedt – Hannover                  | 060           | erixx         |
| RE 21                    | Goslar – Vienenburg – Ilsenburg – Wernigerode – Halberstadt – Oschersleben – Magdeburg            | 120           | start         |
| RB 43                    | Goslar – Oker – Vienenburg – Schladen – Börßum – Wolfenbüttel – Braunschweig                      | 060           | erixx         |
| RB 82                    | Bad Harzburg – Oker – Goslar – Langelsheim – Seesen – Kreiensen – Northeim – Göttingen            | 120           | DB Regio Nord |
| RB 82                    | Bad Harzburg – Oker – Goslar – Langelsheim – Seesen – Bad Gandersheim – Kreiensen                 | 120           | DB Regio Nord |
| Stand: 10. Dezember 2023 |                                                                                                   |               |               |

Zudem befindet sich auf dem Bahnhofsvorplatz der Busbahnhof, von dem der Stadtbus Goslar und Regionalbusse, aber auch Fernbusanbieter abfahren.

## Planungen

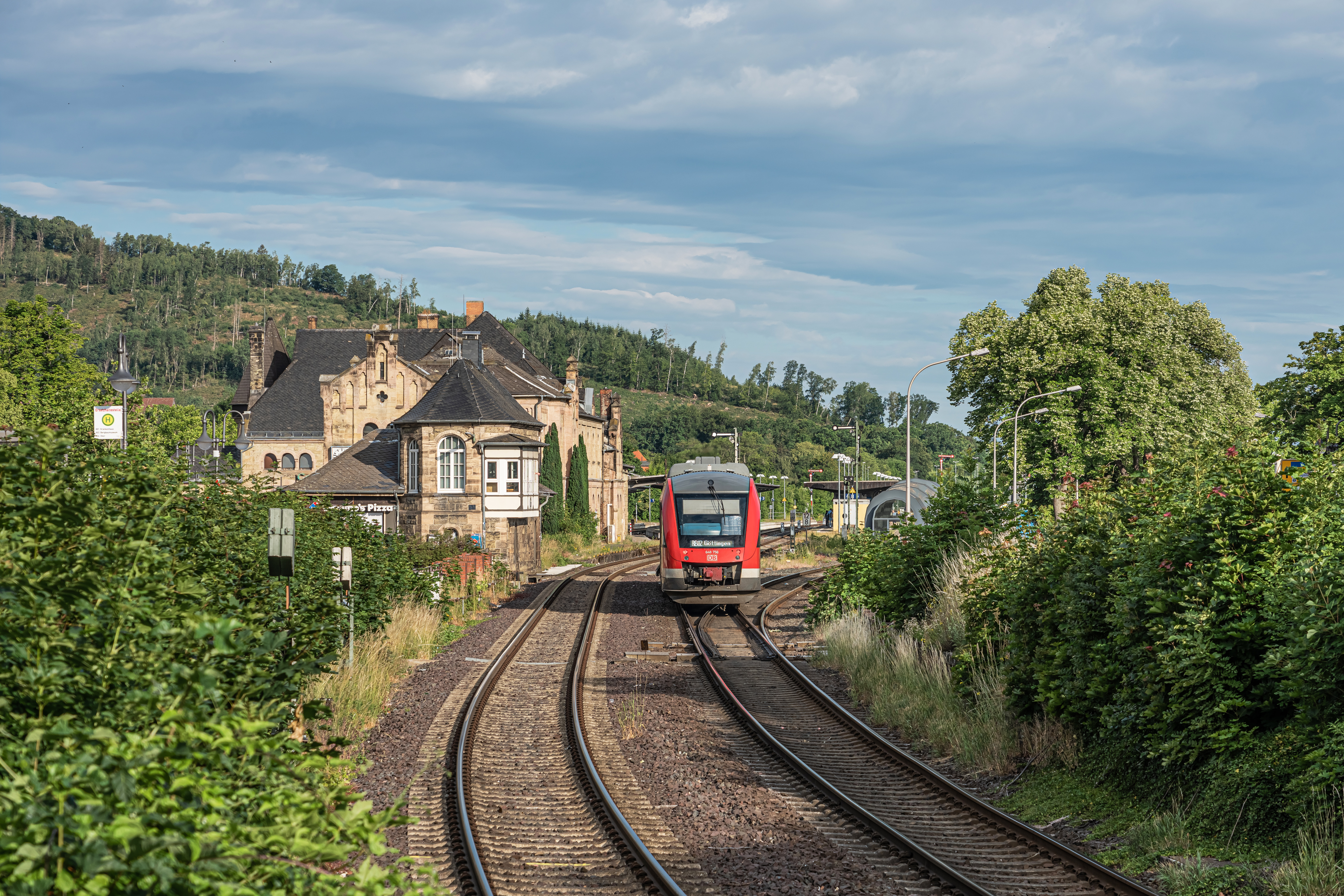
Blick auf die Gleisseite des Bahnhofs aus Richtung der Goslarer Altstadt

Ab 2030 soll der Bahnhof Goslar eine Direktverbindung über den Bahnhof Salzgitter-Bad nach Braunschweig mit der Bezeichnung RB 48 erhalten. Die RB 48 soll über die zu bauende Ringelheimer Kurve geführt werden.

### Elektrifizierung
Der Bahnhof Goslar verfügt (Stand: 2022) über keine elektrifizierte Strecke. Anfang der 2020er-Jahre wurden durch den Regionalverband Großraum Braunschweig (RGB) zur Erreichung der Klimaneutralität im SPNV mehrere Untersuchungen durchgeführt. Aus diesen Untersuchungen leitete sich ab, dass die Errichtung einer Oberleitungsinselanlage für BEMU im Bahnhof Goslar als Vorstufe einer Elektrifizierung Bad Harzburg – Goslar – Hildesheim sinnvoll ist. Ende 2022 bis 2023 soll die Durchführung der Machbarkeitsstudie erfolgen. Zusammen mit dem Bahnhof Bad Harzburg werden die Kosten für die Machbarkeitsstudie auf rund 160.000 Euro geschätzt. Die Finanzierung der Machbarkeitsstudie wurde im Oktober 2022 genehmigt. Bis 2030 soll der Bahnhof Goslar im Rahmen der Teilnetz-Elektrifizierung Nordharz für den Betrieb von Akkumulatortriebwagen im Nahverkehr mitsamt der Strecken zu den Bahnhöfen Bad Harzburg und Vienenburg elektrifiziert werden. Die Entscheidung beruht auf einer Untersuchung des Regionalverbands Großraum Braunschweig aus dem Jahr 2023.

## Nächste Stationen
- Richtung Hannover Hbf: Bahnhof Salzgitter-Ringelheim
  - bis Mai 1986: Bahnhof Othfresen
  - bis Mai 1982: Bahnhof Dörnten
  - bis 1978: Bahnhof Grauhof
- Richtung Vienenburg/Bad Harzburg: Bahnhof Oker
  - ehemals: Haltepunkt Odermark
- Richtung Kreiensen: Bahnhof Langelsheim
  - ehemals: Bahnhof Herzog Juliushütte

## Abbildungen

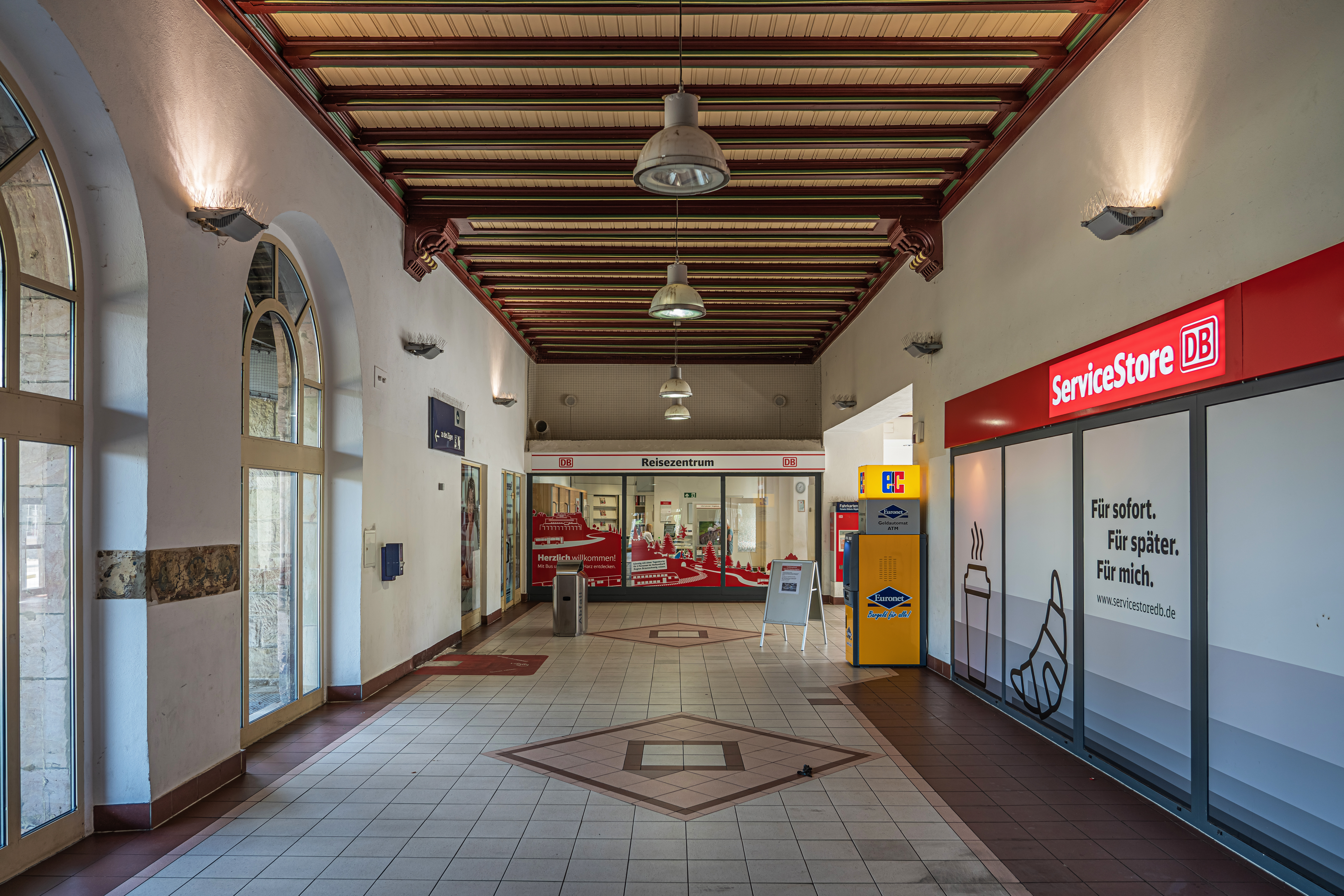
Innenansicht des Empfangsgebäudes
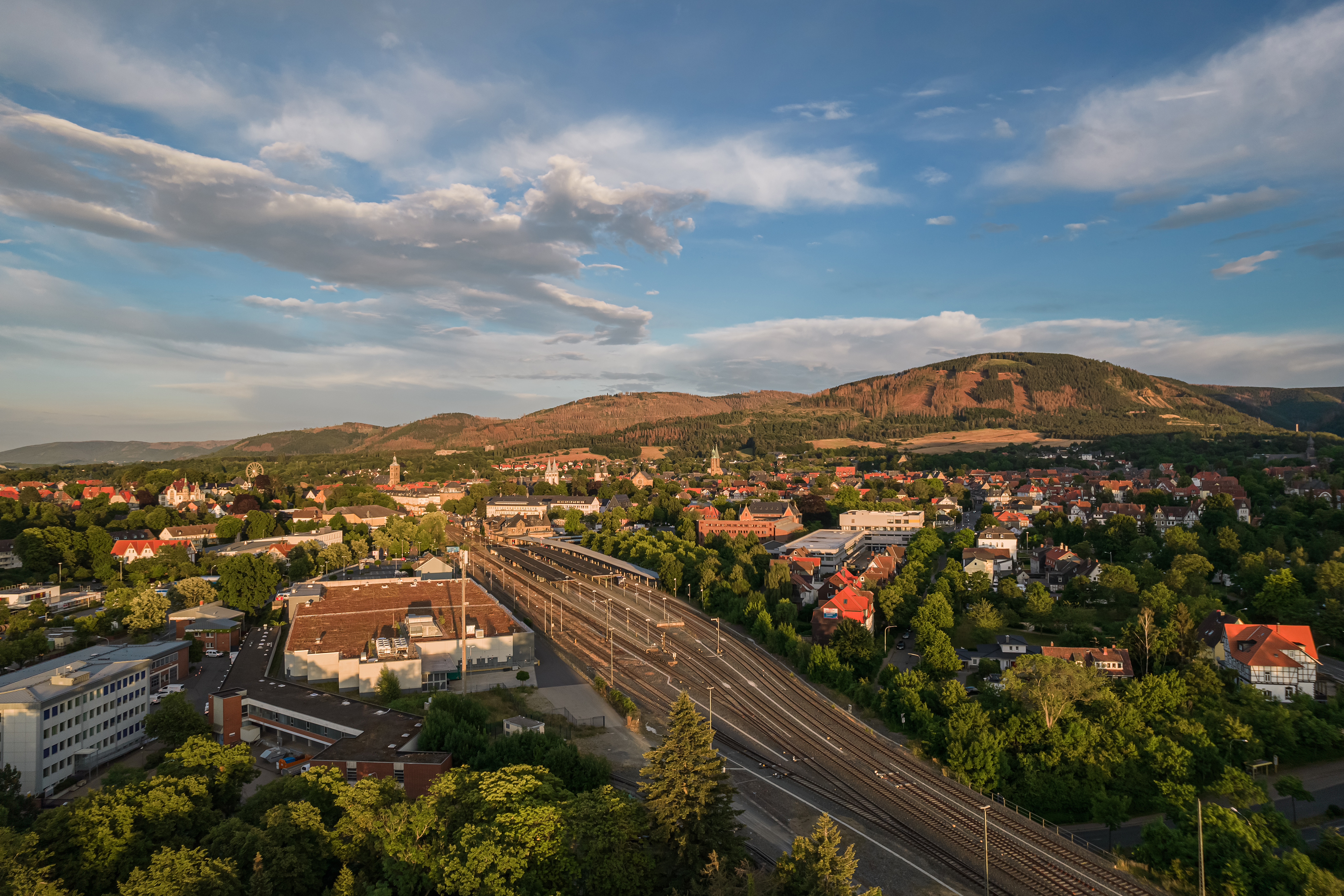
Luftbild des Bahnhofs
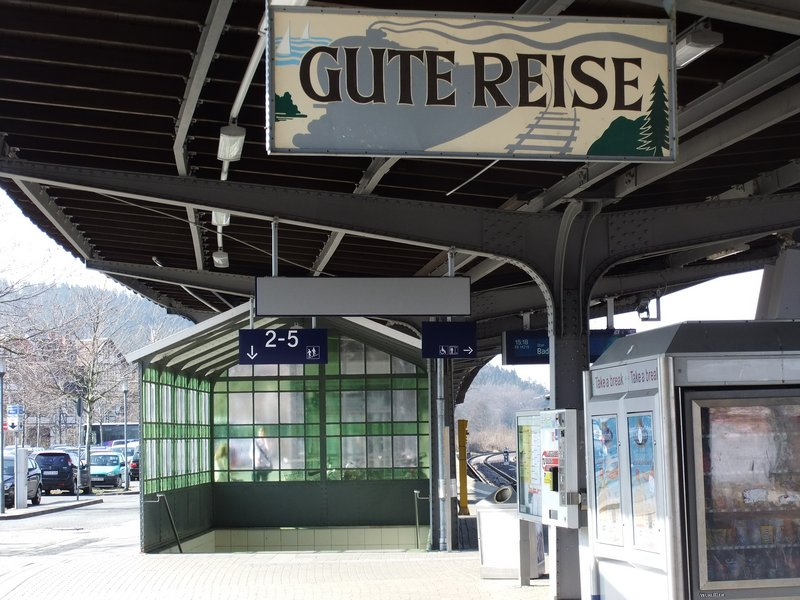
Zugang zum Bahnsteigtunnel am Gleis 1
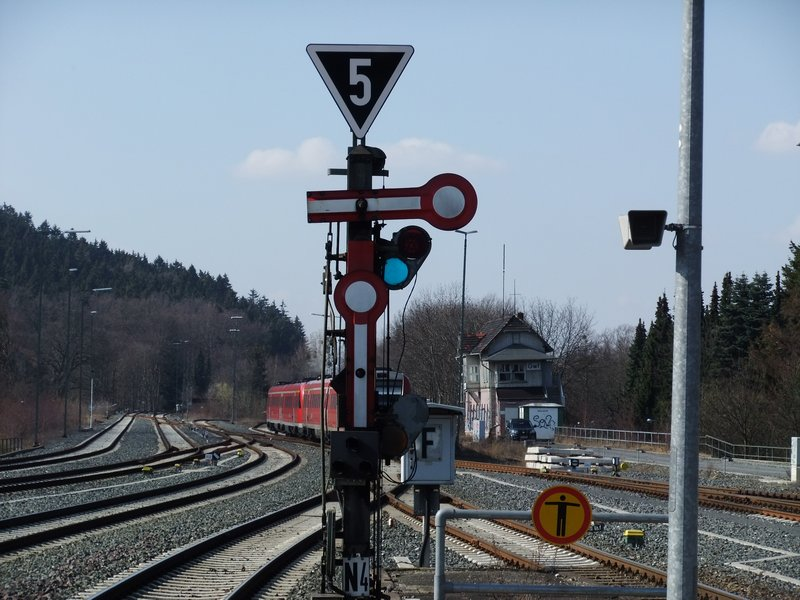
Westliche Ausfahrt: rechts nach Hildesheim, links nach Seesen
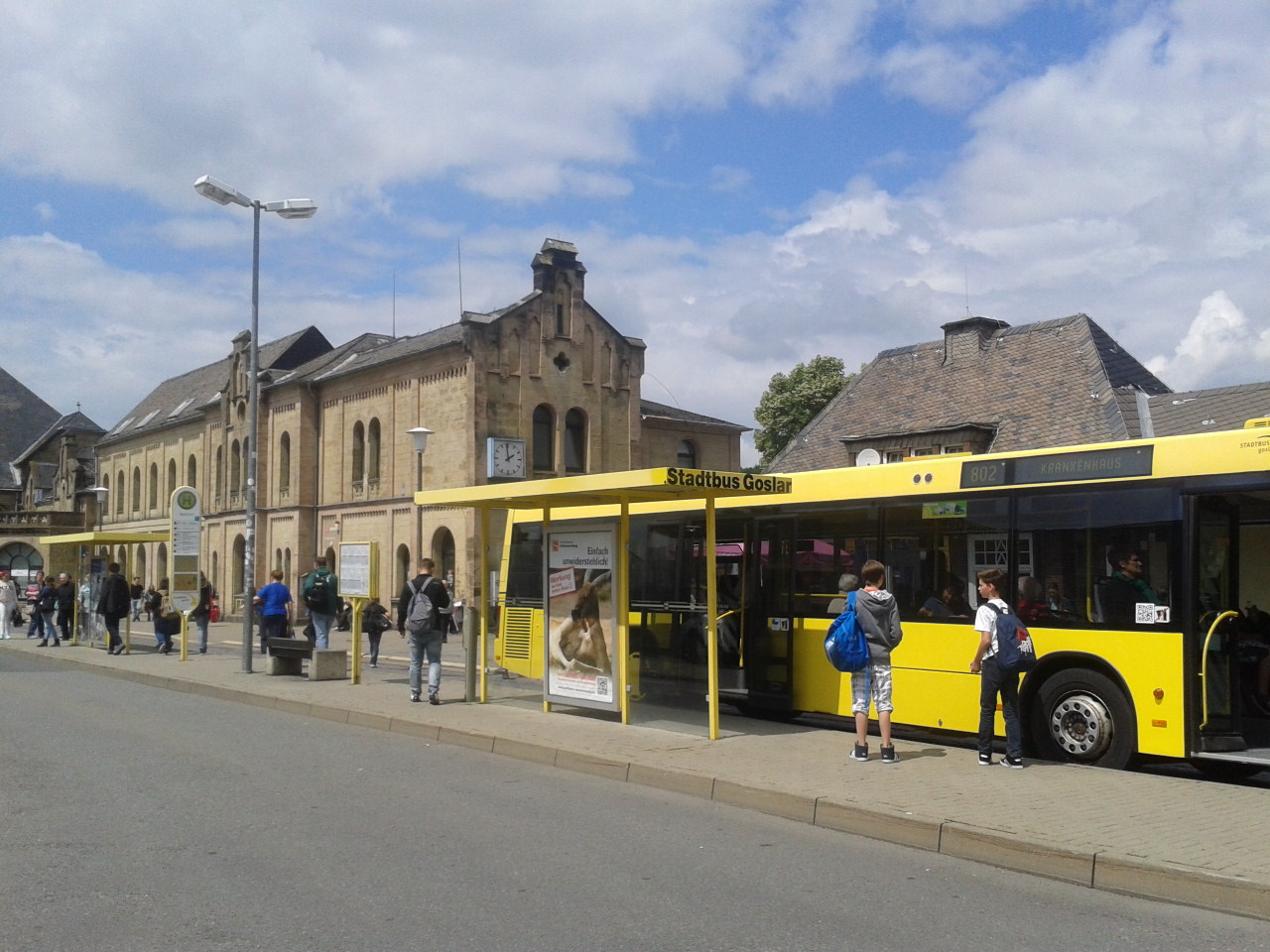
Busbahnhof des Stadtbusses Goslar